# Belsierre
Belsierre es una localidad española del municipio de Puértolas, perteneciente a la provincia de Huesca, en la comunidad autónoma de Aragón. En 2023, la entidad singular de población tenía empadronados 39 habitantes y el núcleo de población, 38.

## Patrimonio
El pueblo cuenta con dos templos dedicados a San Martín, una del siglo XVI y otra del siglo XX.

### Iglesia de San Martín delsigloXVI
El primer templo se encuentra en una elevación alejado de la población siendo construido en la segunda mitad del siglo XVI y decorado en el siglo XVIII.
Se trata de un edificio construido en mampostería y sillarejo, con planta de cruz latina con una nave rectangular y una cabecera recta más estrecha que la nave, estando ambas cubiertas con bóveda de cañón apuntado, mientras que los brazos del crucero se cubren con bóveda de cañón, aunque a día de hoy la parte de la nave se encuentra en ruinas. Su acceso está en el muro sur en un pórtico abovedado con cañón hecho en mampuesto y bajo una cubierta a dos aguas de losa de piedra.  

También tiene una torre de mampostería de dos pisos, estando cubierto el superior con bóveda de cañón y cerrado con una techumbre de madera. Su acceso se encontraba elevado sobre la capilla y dentro de la nave, accediendo a través de una puerta adintelada.

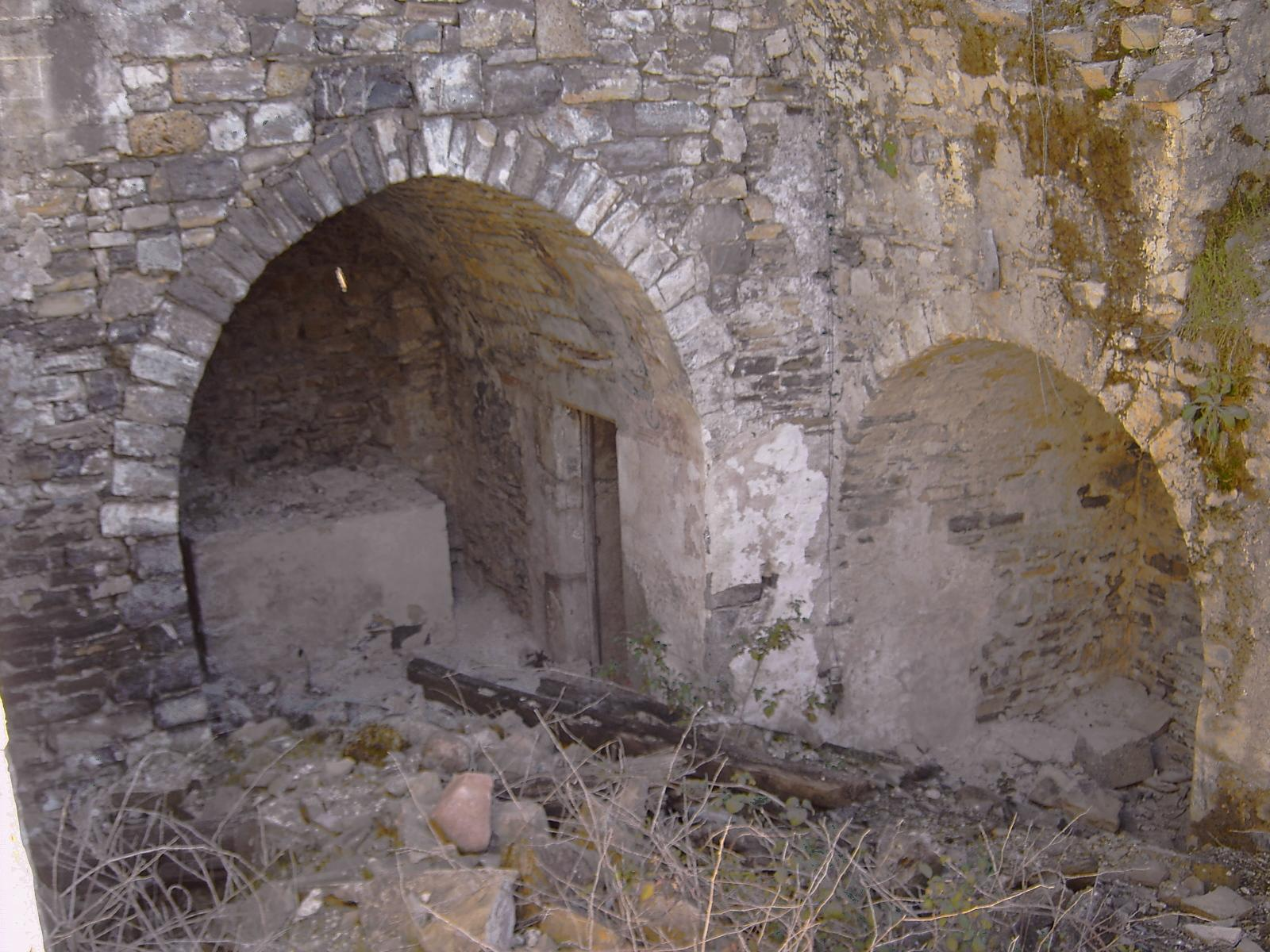
Vista de una de las capillas de la iglesia.
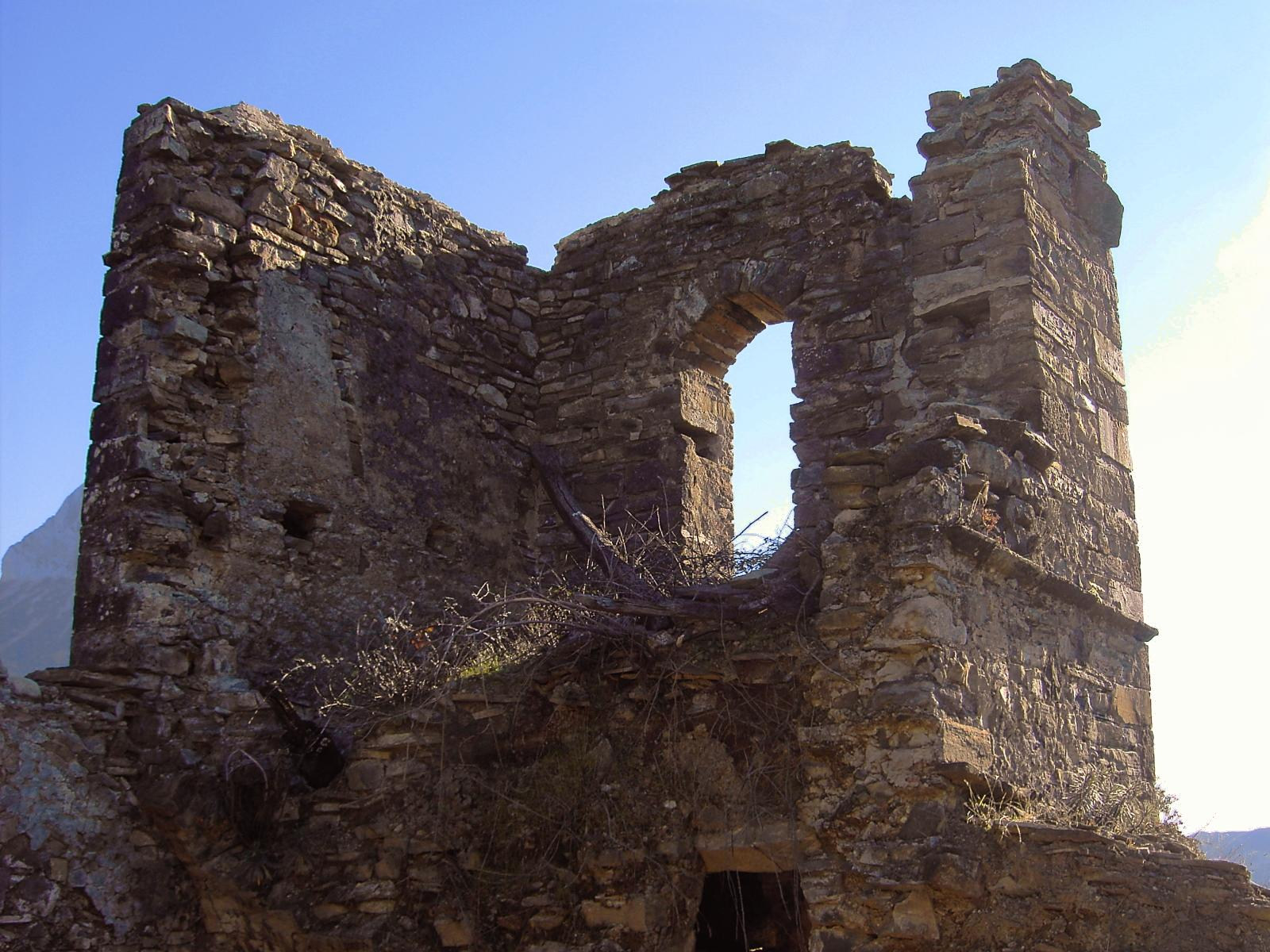
Vista del campanario en ruinas.
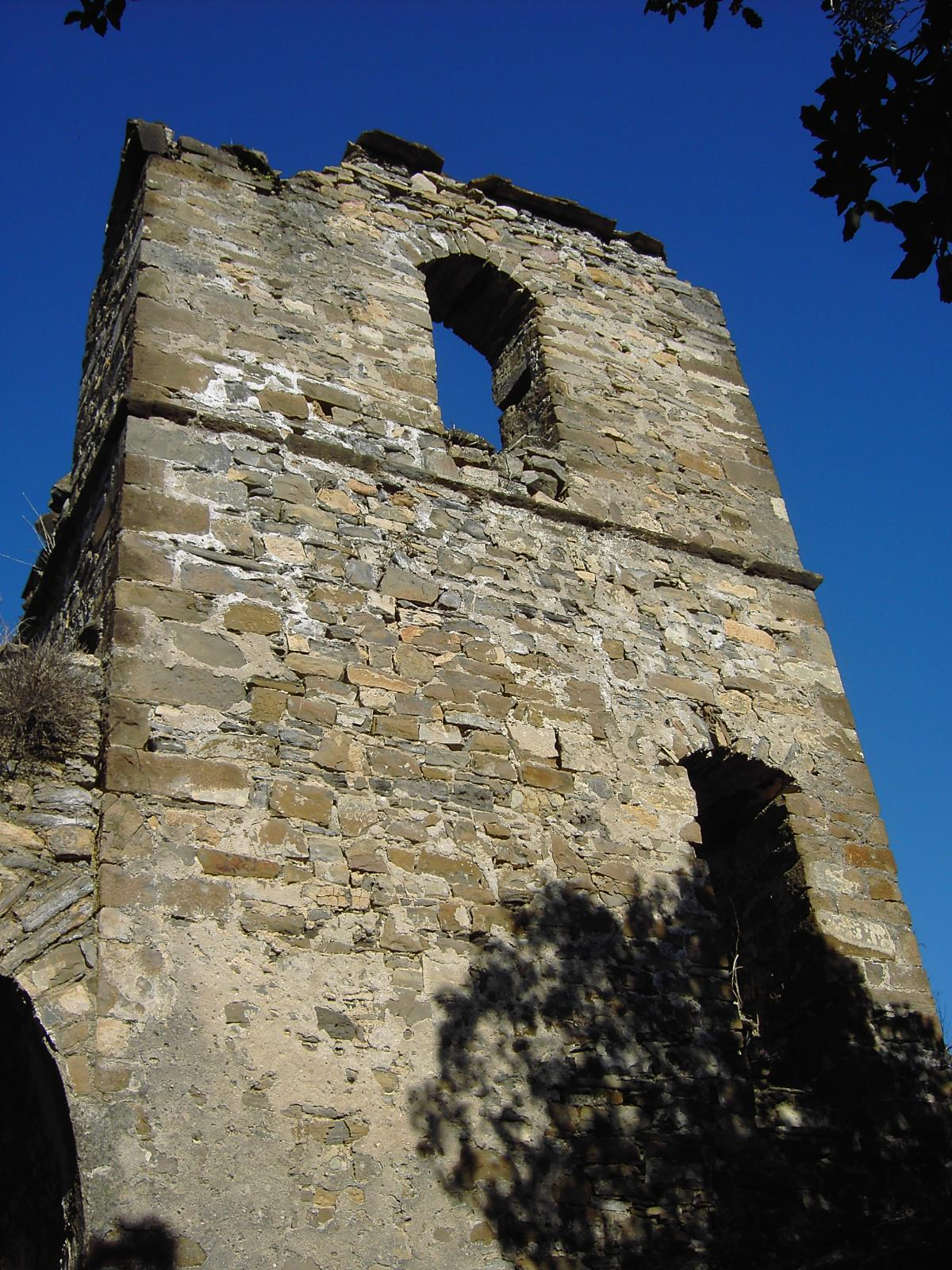
Torre de la iglesia en ruinas.

### Iglesia de San Martín delsigloXX
Se trata de un edificio construido entre los años 60 y 70 sobre los restos de otro edificio para albergar los bienes y elementos religiosos de la antigua parroquia.
Se trata de un edificio de planta rectangular con el acceso en los pies bajo una arco escarzano con grandes dovelas y jambas de piedra bien escuadradas. También tiene un pequeño vano a la altura del segundo piso, bajo una espadaña rectangular.